# Rhinogobius duospilus
Rhinogobius duospilus (ріногобіус дуоспілус) — вид риб родини Оксудеркових (Oxudercidae). Поширені в холодних струмках і стрімких річках Східної Азії в Китаї і В'єтнамі, зазвичай на кам'янистих і піщаних ґрунтах. Прісноводна субтропічна демерсальна риба, сягає 4,5 см завдовжки.
Утримується в акваріумах. Рекомендовані умови утримання: температура 15—25 °C, pH 6,5—7,5, твердість 8—20°.